# A Way Away
A Way Away — пятый альбом финской группы Indica, выпущенный в 2010 году, первый альбом группы на английском языке, в который вошли перезаписанные песни из предыдущих альбомов. Его продюсером выступил Туомас Холопайнен.

## Список композиций
1. Islands Of Light (ориг. Vuorien taa) — 3:02
2. Precious Dark (ориг. Pidä kädestä) — 3:49
3. Children Of Frost (ориг. Hiljainen maa) — 5:20
4. Lilja’s Lament (ориг. Rannalla) — 5:54
5. In Passing (ориг. Valoissa) — 3:43
6. Scissor Paper Rock (ориг. Ikuinen virta) — 4:28
7. A Way Away (ориг. Nukkuu kedolla) — 5:04
8. As If (ориг. Elä) — 3:27
9. Straight And Arrow (ориг. Pahinta tänään) — 3:30
10. Outside In (бонус-трек) (ориг. Ulkona) — 3:50
11. Nursery Crimes (бонус-трек) (ориг. Noita) — 3.59
12. Eerie Eden (ориг. Vettä vasten) — 7:53

## Видеоклипы
- Straight and Arrow
- In Passing
- Islands of Light
- Precious Dark

## Участники записи
- Йоханна «Йонсу» Саломаа — вокал, скрипка, гитара, клавишные
- Хейни — бас-гитара, бэк-вокал
- Сиркку — клавишные, кларнет, бэк-вокал
- Енни — гитара, бэк-вокал
- Лаура — ударные